# Вонг, Элис
Э́лис Вонг (англ. Alice Wong, род. 1974, Индианаполис, США) — американская активистка, выступающая за права людей с ограниченными возможностями, живёт в Сан-Франциско.

## Биография

### Ранняя жизнь
Вонг родилась в пригороде Индианаполиса, в семье иммигрантов из Гонконга. Она родилась с спинальной мышечной атрофией, нервно-мышечным заболеванием. Вонг перестала ходить в возрасте семи или восьми лет.

### Образование
Вонг училась в Университете Индианы – Университете Пердью в Индианаполисе, где в 1997 году получила степень бакалавра по английскому языку и социологии. В 2004 году она получила степень магистра в Калифорнийском университете в Сан-Франциско по медицинской социологии.

### Карьера
Вонг является основателем и координатором проекта Disability Visibility Project, проекта по сбору устных историй людей с ограниченными возможностями в США, который осуществляется в сотрудничестве с StoryCorps. Проект Disability Visibility Project был создан к 25-летию Закона об американцах с ограниченными возможностями 1990 года. По состоянию на 2018 год в рамках проекта было собрано около 140 устных историй.
Вонг работает над проектом писателей-инвалидов, который финансируется за счет гранта от Вонга и Проекта по борьбе с инвалидностью. Disabled Writers — это ресурс, помогающий редакторам общаться с писателями и журналистами-инвалидами. #CripLit — это серия твиттер-чатов для писателей-инвалидов с участием писательницы Николы Гриффит и #CripTheVote, беспартийного онлайн-движения, поощряющего участие людей с ограниченными возможностями в политической жизни. Она рассказывает о своей активности в Narrabase.
Вонг является членом консультативного совета организации «Азиаты и жители островов Тихого океана с ограниченными возможностями в Калифорнии» (APIDC). С 2013 по 2015 год она была назначена президентом в Национальный совет по делам инвалидов, независимое федеральное агентство, которое консультирует президента, Конгресс и другие федеральные агентства по вопросам политики, программ и практики в отношении людей с ограниченными возможностями.
В 2015 году Вонг посетила приём в Белом доме, посвящённый 25-летию Закона об американцах-инвалидах, с помощью робота для телеприсутствия. Она стала первым человеком, посетившим Белый дом и президента с помощью робота.
В 2023 году Вонг озвучила Алису, вымышленную версию самой себя, во втором сезоне сериала Netflix «Человеческие ресурсы».

## Награды
За свою деятельность в интересах сообщества людей с ограниченными возможностями Вонг получила в 2010 году награду «Маяк» от Совета по делам людей с ограниченными возможностями при мэре, в 2010 году — первую в истории награду «За заслуги перед людьми с ограниченными возможностями» от ректора, а в 2007 году — награду имени Мартина Лютера Кинга-младшего в своей альма-матер, Калифорнийском университете в Сан-Франциско.
В 2016 году Вонг получила награду Американской ассоциации людей с ограниченными возможностями имени Пола Дж. Премия «Лидерство Херна» — награда для начинающих лидеров с ограниченными возможностями, которые демонстрируют лидерские качества, выступают в защиту интересов и посвящают себя более широкому сообществу людей с ограниченными возможностями.
В 2020 году Вонг был выбран Фондом Форда в качестве стипендиата программы «Будущее людей с ограниченными возможностями». В том же году Вонг вошла в список 100 женщин по версии BBC, объявленный 23 ноября 2020 года.
В 2021 году Элис Вонг получила награду «Лучшая актриса второго плана» на фестивале New Jersey Web Fest за роль в фильме «Кто-то умирает в этом лифте».
В 2024 году Вонг был назван стипендиатом Макартура.